# Timo Dierkes
Timo Dierkes (* 10. Juni 1967 in Ibbenbüren) ist ein deutscher Schauspieler, Sänger, Diskjockey und Quizmaster.

## Leben
Nach seinem Studium am Max Reinhardt Seminar in Wien, das er 1993 abschloss, ging Timo Dierkes an das Bayerische Staatsschauspiel / Residenztheater nach München, wo er in sechs Jahren in weit über dreißig Rollen zu sehen war. Von 2001 bis 2005 war er Mitglied des Ensembles des Deutschen Theaters zu Berlin, wo er auch diverse eigene Formate entwickelte und inszenierte, so die Show: Teddy Tee & The DeeDooWoppers Feat. The Christels & Kapelle – Bringing back the DooWop, den Musikalischen Abend: D-Mission – Gesänge Für Die Ewigkeit und eine Quiz-Show mit dem Namen Quiz’it. Im Fernsehfilm Die Getriebenen nach dem gleichnamigen Buch von Robin Alexander spielte er 2019 den SPD-Politiker Sigmar Gabriel. In der Serie Hausmeister Krause hatte er in der Folge Tanz der Teufel einen Auftritt als Pastor Otto Schmitz.
Als Diskjockey tritt Timo Dierkes unter dem Namen The TeeDeeJay auf.

## Filmografie

### Kino
- 1994: Bunte Hunde
- 1997: Rossini – oder die mörderische Frage, wer mit wem schlief
- 1999: Sumo Bruno
- 2001: Das Experiment
- 2003: Tramper
- 2005: Das wahre Leben
- 2006: Bummm!
- 2008: Fleisch ist mein Gemüse
- 2008: Transporter 3
- 2009: St. Christophorus
- 2011:  Rette sich wer kann
- 2011: Blutzbrüdaz
- 2014: Im Labyrinth des Schweigens
- 2015: Macho Man
- 2019: Ostwind – Aris Ankunft

### Fernsehen
- 1995: Inzest, ein Fall für Sina Teufel
- 1996: Landgang für Ringo
- 1997: Die Chaos Queen
- 1998: Lonny, der Aufsteiger
- 1998: Auch Männer brauchen Liebe
- 1999: Die Verbrechen des Professor Capellari – Tod eines Königs
- 1999: Jagd auf Amor
- 2002: Unter Verdacht – Eine Landpartie
- 2002: Einmal Bulle, immer Bulle – ...wie auch in schlechten Tagen
- 2003: Ritas Welt – Das Model
- 2003: Ein mörderisches Spiel
- 2003: Hexen – Magie, Mythen und die Wahrheit – Scheiterhaufen
- 2004: SOKO Leipzig – Herrenrunde
- 2004: Mörderische Suche
- 2004: Der Ermittler – Preis der Angst
- 2005–2007: Der Fürst und das Mädchen (8 Folgen)
- 2004: Tsunami
- 2004: Edel & Starck – Jüngstes Gericht
- 2004: Schiller
- 2005: Hausmeister Krause – Tanz der Teufel
- 2005: Die letzte Schlacht
- 2005: Die Rosenheim-Cops – Klassentreffen
- 2005: Im Namen des Gesetzes – Spurensuche
- 2005: Großstadtrevier – Junge Liebe Alter Wein
- 2005: Der Adler – Die Spur des Verbrechens (dänische TV-Serie)
- 2006: Tatort – Liebe macht blind
- 2006: Störtebeker
- 2006: Bernd das Brot – Brot im Orientexpress
- 2006: Verrückt nach Emma
- 2006: Wie küsst man einen Millionär?
- 2007: Ein starkes Team – Stumme Wut
- 2007: Notruf Hafenkante – Das brennende Brautkleid
- 2007–2010: Lutter
- 2007: Küstenwache – Alles hat seinen Preis
- 2007: Löwenzahn – So heiß wie die Sonne
- 2007: Ein starkes Team: Stumme Wut (Fernsehfilm)
- 2007: Maddin in Love
- 2007: Pfarrer Braun – Braun unter Verdacht
- 2008: Unser Mann im Süden – Ausgetrickst
- 2008: Das tapfere Schneiderlein
- 2008: Die 25. Stunde – Verschlafen
- 2008: Tatort – Verdammt
- 2008: Danni Lowinski
- 2009: Tatort – Bittere Trauben
- 2009: Romeos Rache
- 2009: Der Staatsanwalt – Schwesternliebe
- 2009: Schaumküsse
- 2010: Familie auf Probe
- 2010: Kommissar Stolberg – Schrei nach Liebe
- 2010: Vom Ende Der Liebe
- 2010: Danni Lowinski – Endstation
- 2011: SOKO Köln – Pokerfieber
- 2011: Carl & Bertha
- 2011: Götter wie wir
- 2011: Ich habe es dir nie erzählt
- 2011: Danni Lowinski – Sperrbezirk
- 2012: Pastewka – Der Trip
- 2013: Stubbe – Von Fall zu Fall: Tödliche Bescherung
- 2013–2021: Heldt
- 2012: Der Minister
- 2013: Heiter bis tödlich: Alles Klara – Zur Strecke gebracht
- 2014: Tatort – Freigang
- 2014: Till Eulenspiegel (2014)
- 2015: Hans im Glück (2015)
- 2017: Sechs Richtige und ich
- 2018: Extraklasse
- 2019: Geheimnisträger
- 2020: Die Getriebenen
- 2020: SOKO Köln – Liebesgrüße aus Dellbrück
- 2021: Der Lehrer (4 Folgen)
- 2023: Der Petrusschlüssel
- 2025: Rosenthal
- 2025: Die Affäre Cum-Ex

## Theater
- 2009: Renaissance-Theater (Berlin) – Ewig Jung – Erik Gedeon
- 2008: Opéra National de Lyon – Die Fledermaus – Peter Langdal
- 2007: Kammerspiele Hamburg – Warten auf Godot – Michael Bogdanov
- 2001–2005: Ensemblemitglied am Deutschen Theater Berlin:
  - Quiz’it (Quiz Show) – Leitung: Timo Dierkes
  - Clavigo (Goethe) – Martin Pfaff
  - Liebelei (Schnitzler) – Tina Lanik
  - D-Mission (musikalischer Abend) – Leitung: Timo Dierkes
  - Jeff Koons (Rainald Goetz) – Martin Pfaff
  - Kurze Interviews Mit Fiesen Männern (Foster-Wallace) – Bettina Bruinier
  - Teddy Tee/Bringing Back The DooWop – Leitung: Timo Dierkes
  - The Pillowman (McDonagh) – Tina Lanik
  - Komödie der Verführung (Schnitzler) – Stephan Kimmig
  - Die Großherzogin von Gerolstein (Offenbach) – Thomas Schulte-Michel
  - Casting In Kursk – (Galin) – Konstanze Lauterbach
  - Die Zeit Und Das Zimmer (Strauß) – Jarg Pataki
  - Titus Andronicus (Shakespeare) – Hans Neuenfels
  - Steine In Den Taschen (Jones) – Christoph Zapatka
  - Don Karlos (Schiller) – Amelie Niermeyer
  - Minna von Barnhelm (Lessing) – Amelie Niermeyer
- 2000: Expo – Die Erste Stunde Nach Der Letzten (Diverse Autoren) – Arie Zinger
- 1993–2000: Ensemblemitglied am Bayerischen Staatsschauspiel München/Residenztheater:
  - Michael Kohlhaas (Kleist) – Carlos Manuel
  - Große Szene am Fluß (Dorst) – Klaus Emmerich
  - Endstation Sehnsucht (Williams) – Klaus Emmerich
  - Die tätowierte Rose (Williams) – Hans Neuenfels
  - Komiker (Griffith) – Anselm Weber
  - Die Dreigroschenoper (Brecht) – Klaus Emmerich
  - Baal (Brecht) – Klaus Emmerich
  - Macbeth (Shakespeare) – Michael Bogdanov
  - Blaubart – Hoffnung der Frauen (Loher) – Andreas Kriegenburg
  - Das Käthchen von Heilbronn (Kleist) – Anselm Weber
  - Shakespeares Sämtliche Werke (Long/Singer/Winfield) – Daniel Karasek
  - Drei Schwestern (Tschechow) – Matthias Hartmann
  - Draußen vor der Tür (Borchert) – Andreas Kriegenburg
  - Komödie im Dunkeln (Shaffer) – Michael Bogdanov
  - Der Glöckner von Notre-Dame (Hugo) – Michael Simon
  - Richard III (Shakespeare) – Matthias Hartmann
  - Masse und Macht (Canetti) – Klaus Guth
  - Peer Gynt (Ibsen) – Michael Bogdanov
  - Hedda Gabler (Ibsen) – Amelie Niermeyer
  - Die Schattenlinie (Dorst) – Klaus Emmerich
  - Außer Kontrolle (Cooney) – Matthias Hartmann
  - Andromache (Racine) – Thomas Reichert
  - Oedipus (Sophokles) – Wilfried Minks
  - Gewitter (Ostrowski) – Amélie Niermeyer
  - Der eingebildete Kranke (Moliere) – Thomas Reichert
  - Die Soldaten (Lenz) – Klaus Emmerich
  - Die Bernie Droepermann Show (Dierkes) – Matthias Fontheim
  - Romeo und Julia (Shakespeare) – Leander Haussmann
  - Der Kirschgarten (Tschechow) – Matthias Fontheim
  - Die Wildente (Ibsen) – Thomas Reichert
- 1992–2003: Salzburger Festspiele:
  - Julius Caesar (Shakespeare) – Peter Stein

## Bands
- Dezibel
- Champion
- Pedales Rhythm Combination And Show Band
- ZetBe

## Auszeichnungen
- 2010: Goldener Vorhang (Publikumspreis des Berliner Theaterclubs) für das Songdrama Ewig Jung (Renaissance-Theater, Berlin)[2]